# Res publica
Res publica (også stavet rēs pūblica for at angive vokalens længde) er et latinsk udtryk, som løst oversat betyder "samfundsanliggende" eller "offentlig affære". Det er roden i ordet "republik", og ordet "commonwealth" er traditionelt blevet brugt som synonym for det. Oversættelserne varierer dog meget afhængigt af sammenhængen. 'Res' er et nominativ singularis latinsk substantiv for en konkret ting — i modsætning til 'spes', som betyder noget uvirkeligt eller æterisk. 'Publica' er et attributiv adjektiv, der betyder "af eller vedrørende det offentlige, folket". Derfor er en direkte oversættelse "den offentlige ting, affære" eller "folkets ting, affære". Det latinske udtryk res publica var uforeneligt med tanken om absolut magt af nogen enkeltperson eller gruppe over de resterende borgere. Det mest essentielle karakteristikum ved en res publica var frihed (libertas), hvilket betød frihed fra vilkårlig kontrol af en anden og fraværet af et monarkisk herredømme over det politiske legeme, der var analogt med en slaveholders absolutte magt over en slave.